# Герб Часового Яру
Герб Часів Яру — офіційний символ міста Часів Яр Донецької області, затверджений 23 липня 1998 року рішенням № XXIII/2-26 сесії міської ради.
Автор -  місцева художниця Вікторія Нестерова.

## Опис герба
Герб складається з двох рівних вертикальних частин, обрамлений срібною смугою. Права частина (зелена) символізує мир, спокій, гармонію, ліва частина (червона) — вогонь, його міць.
У центрі герба розташований порожнистий трикутник срібного кольору вершиною вгору — алхімічний знак вогню. Герб вписаний у декоративний картуш і увінчаний срібною міською короною.